# 希望丘站
希望丘站（日语：／ Kibōgaoka eki */?）是位於日本神奈川縣橫濱市旭區中希望丘，屬於相模鐵道本線的鐵路車站。車站編號是SO11。

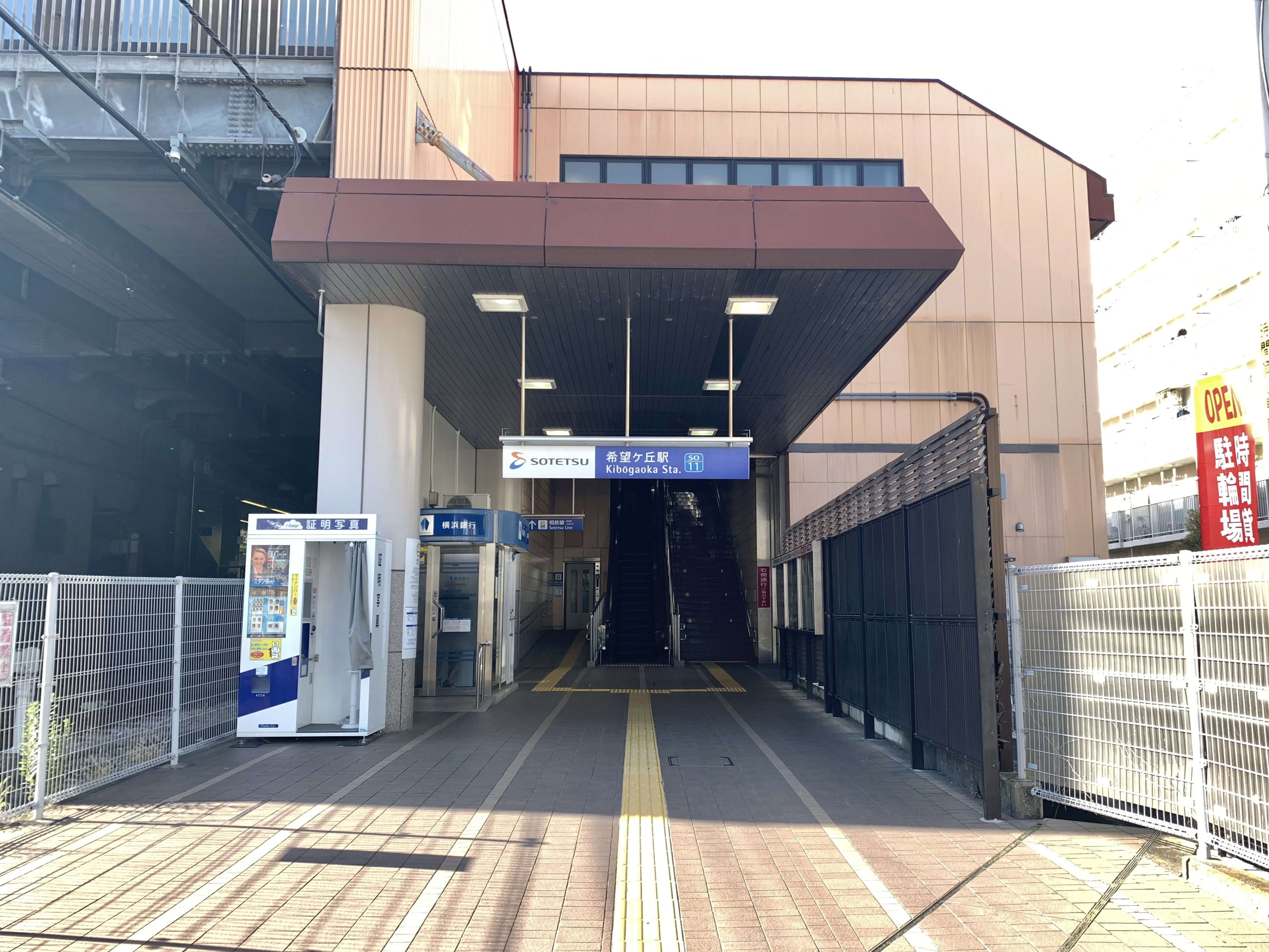
北口(2020年12月)

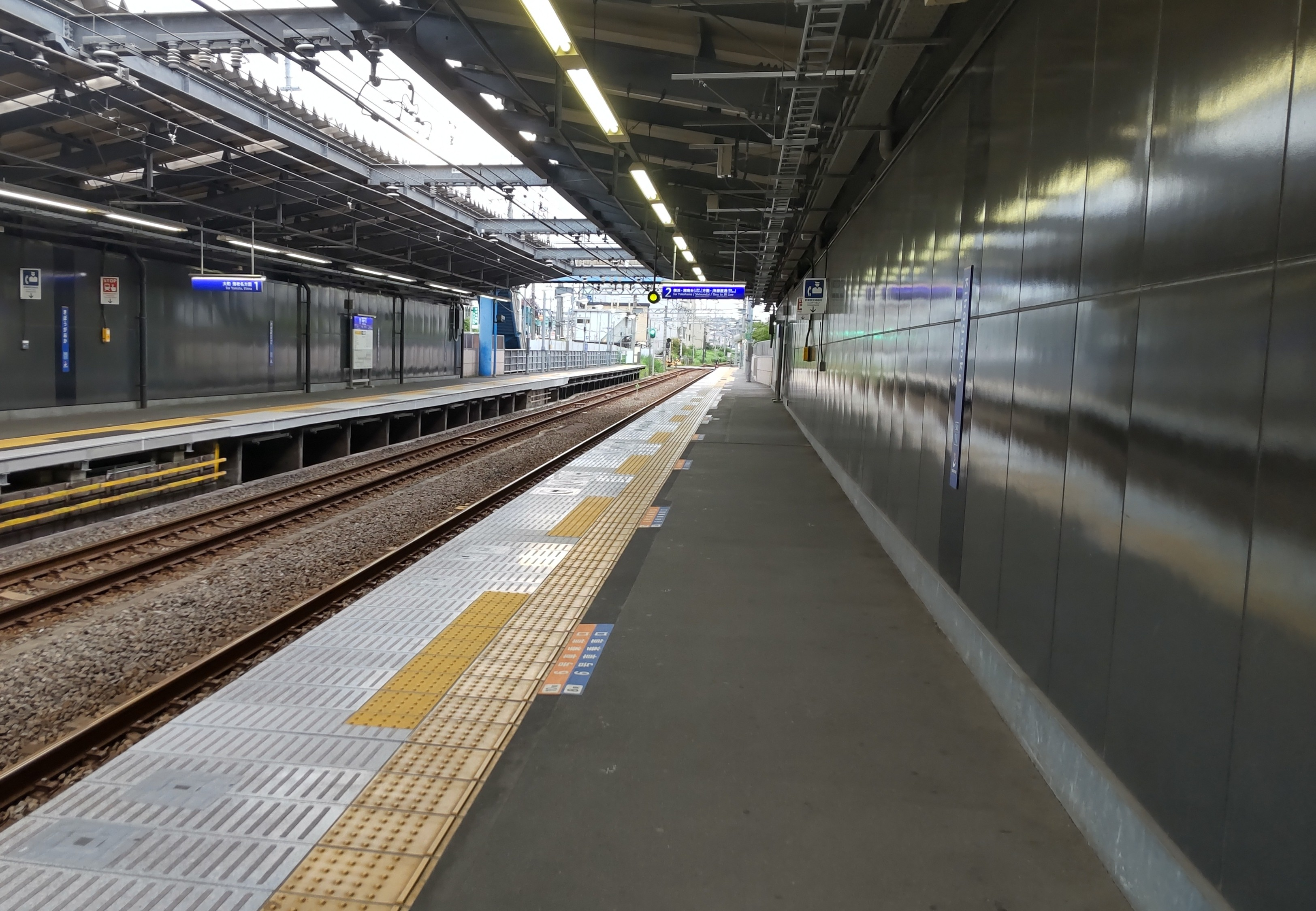
月台(2021年6月)

## 車站結構
本站為側式月台2面2線的地面車站，設有跨站式站房。至2000年為止各月台曾經有不同的地面站房。跨站式站房竣工後各月台以近橫濱的公道聯絡，並設置斜坡（使用時必須取得站員許可）。本站的出入口至閘外大廳之間與閘內大廳至月台之間各設置4部扶手電梯聯絡，2011年則再設置2部升降機。

### 月台配置
| 月台 | 路線 | 方向 | 目的地                   |
| ---- | ---- | ---- | ------------------------ |
| 1    | 本線 | 下行 | 大和、海老名方向         |
| 2    | 本線 | 上行 | 二俁川、橫濱、新橫濱方向 |

## 使用情況
2016年度1日平均上下車人次為35,173人。
近年1日平均上下、上車人次推移如下表。
| 年度               | 1日平均 上下車人次 | 1日平均 上車人次 | 來源                |
| ------------------ | ------------------ | ---------------- | ------------------- |
| 1980年（昭和55年） |                    | 18,230           |                     |
| 1981年（昭和56年） |                    | 18,340           |                     |
| 1982年（昭和57年） |                    | 18,688           |                     |
| 1983年（昭和58年） |                    | 18,880           |                     |
| 1984年（昭和59年） |                    | 19,186           |                     |
| 1985年（昭和60年） |                    | 19,521           |                     |
| 1986年（昭和61年） |                    | 20,019           |                     |
| 1987年（昭和62年） |                    | 19,986           |                     |
| 1988年（昭和63年） |                    | 20,115           |                     |
| 1989年（平成元年） |                    | 20,236           |                     |
| 1990年（平成02年） |                    | 20,611           |                     |
| 1991年（平成03年） |                    | 21,011           |                     |
| 1992年（平成04年） |                    | 21,063           |                     |
| 1993年（平成05年） |                    | 21,230           |                     |
| 1994年（平成06年） |                    | 21,052           |                     |
| 1995年（平成07年） |                    | 20,775           | [ 神奈川県統計 1 ]  |
| 1996年（平成08年） |                    | 19,658           |                     |
| 1997年（平成09年） |                    | 18,540           |                     |
| 1998年（平成10年） |                    | 18,241           | [ 神奈川県統計 2 ]  |
| 1999年（平成11年） | 34,158             | 17,635           | [ 神奈川県統計 3 ]  |
| 2000年（平成12年） | 34,114             | 17,714           | [ 神奈川県統計 3 ]  |
| 2001年（平成13年） | 33,650             | 17,408           | [ 神奈川県統計 4 ]  |
| 2002年（平成14年） | 33,503             | 17,301           | [ 神奈川県統計 5 ]  |
| 2003年（平成15年） | 33,386             | 17,236           | [ 神奈川県統計 6 ]  |
| 2004年（平成16年） | 33,289             | 17,139           | [ 神奈川県統計 7 ]  |
| 2005年（平成17年） | 33,302             | 17,092           | [ 神奈川県統計 8 ]  |
| 2006年（平成18年） | 33,205             | 17,034           | [ 神奈川県統計 9 ]  |
| 2007年（平成19年） | 34,226             | 17,483           | [ 神奈川県統計 10 ] |
| 2008年（平成20年） | 34,734             | 17,717           | [ 神奈川県統計 11 ] |
| 2009年（平成21年） | 34,789             | 17,725           | [ 神奈川県統計 12 ] |
| 2010年（平成22年） | 34,735             | 17,687           | [ 神奈川県統計 13 ] |
| 2011年（平成23年） | 34,132             | 17,360           | [ 神奈川県統計 14 ] |
| 2012年（平成24年） | 33,973             | 17,267           | [ 神奈川県統計 15 ] |
| 2013年（平成25年） | 34,269             | 17,414           | [ 神奈川県統計 16 ] |
| 2014年（平成26年） | 34,012             | 17,235           | [ 神奈川県統計 17 ] |
| 2015年（平成27年） | 34,916             | 17,679           | [ 神奈川県統計 18 ] |
| 2016年（平成28年） | 35,173             | 17,806           |                     |

## 站名由來
戰後，相模鐵道沿線車站開始進行早期的住宅地開發時，戰後的混亂期希望達成「瞄向光明的未來」的願望，透過一般公募決定車站的名稱（採用了東京都世田谷區的主婦投稿名稱「希望丘」）。該地名成為站名由朲。
但是，站名的的「ヶ」是以漢字（正確來說是略字）進行表記，地名（住所表記）則是以的平假名表記。另外進入此站的神奈川縣道40號橫濱厚木線（厚木街道）的交差點名稱是。周邊的學校和建築物的名稱則交替使用「が」和「ヶ」。

## 相鄰車站
相模鐵道
 本線
■特急
通過
■急行、■快速、■各停（下行的終點海老名、上行的急行為二俁川、快速至鶴峰為止各站）
二俁川（SO10）－希望丘（SO11）－三境（SO12）

## 外部連結
- 希望丘 - 相模鐵道